# Blejska Dobrava
Blejska Dobrava (IPA: [ˈbleːi̯ska dɔˈbɾaːʋa]) è un insediamento (naselje) di 977 abitanti, della municipalità di Jesenice nella regione statistica dell'Alta Carniola in Slovenia.